# Holcoglossum flavescens
Holcoglossum flavescens là một loài thực vật có hoa trong họ Lan. Loài này được (Schltr.) Z.H.Tsi mô tả khoa học đầu tiên năm 1982.